# Hideo Shinojima
Hideo Shinojima (篠島 秀雄 Shinojima Hideo?,  21 de enero de 1910 en Kamitsuga, Tochigi, Imperio del Japón - 11 de febrero de 1975 en Minato, Tokio, Japón) fue un futbolista japonés que se desempeñaba como delantero.
Shinojima fue elegido para integrar la selección nacional de Japón para los Juegos del Lejano Oriente de 1930, donde disputó 2 encuentros y marcó un gol.

## Trayectoria

### Clubes
| Club                          | País  | Año  |
| ----------------------------- | ----- | ---- |
| Universidad Imperial de Tokio | Japón | ???? |

### Selección nacional
| Selección | País  | Año  |
| --------- | ----- | ---- |
| Absoluta  | Japón | 1930 |

## Estadística de equipo nacional
| Selección de Japón | Selección de Japón | Selección de Japón |
| Año                | Part.              | Goles              |
| ------------------ | ------------------ | ------------------ |
| 1930               | 2                  | 1                  |
| Total              | 2                  | 1                  |

## Palmarés

### Distinciones individuales
| Distinción                                      | Año  |
| ----------------------------------------------- | ---- |
| Inducido al Salón de la Fama del fútbol japonés | 2006 |